# Charles Allen Smart
Charles Allan Smart (23. marts 1868 i Montreal, Quebec – 4. juni 1937) var en canadisk politiker og forfatter.
Han blev byrådsmedlem i Westmount i 1910, og i 1912 blev han konservativ kandidat i det samme provinsielle distriktet Westmount. Han blev efterfølgende genvalgt i 1916, 1919, 1923, 1927, 1931 og 1935. Dog blev han ikke genvalgt i 1936.